# 科卡查克拉區
科卡查克拉區（西班牙語：Distrito de Cocachacra），是秘魯的一個區，位於該國南部阿雷基帕大區的伊斯萊省，始建於1879年1月3日，面積1,536.96平方公里，海拔高度73米，2005年人口9,301，人口密度每平方公里6.1人。